# A Cañiza
A Cañiza – gmina w Hiszpanii, w prowincji Pontevedra, w Galicji, o powierzchni 105,09 km². W 2011 roku gmina liczyła 5511 mieszkańców.